# Franco Bertoli (stilista)
Franco Bertoli (1910 – 1960) è stato uno stilista italiano.

## Biografia
Comincia la sua attività come creatore di borsette nel piccolo atelier in via Manzoni, a Milano. La sua vocazione si manifesta molto presto, quando inizia a confezionare abiti molto fantasiosi, che conquistano velocemente il gusto degli americani. 
Le creazioni di Bertoli, caratterizzate sin da subito da una grande creatività, si affinano durante gli anni dell’autarchia e della guerra, quando si trova costretto a sopperire alla mancanza di materiali, trasformando un’apparente limitazione in una risorsa.
Nel febbraio del 1951 partecipa, insieme a Emilio Pucci, Giorgio Avolio e alla Tessitrice dell’Isola, alla sfilata organizzata da Giovanni Battista Giorgini presso la sala di Villa Torreggiani a Firenze, che segna la nascita della moda italiana. 
Alla sua morte, il figlio Enzo prosegue l'attività fino al 1995.